# 斯科莫羅舍
49°7′37″N 25°43′39″E / 49.12694°N 25.72750°E
斯科莫羅舍（烏克蘭語：Скомороше），是烏克蘭的村落，位於該國西部捷爾諾波爾州，由喬爾特基夫區負責管轄，始建於1939年，面積1.16平方公里，2014年人口230，人口密度每平方公里274.1人。